# عشبة الدباغين
عشبة الدباغين أو الجلدية أو الرَّدُول أو الإِهابِيَّة (الاسم العلمي: Coriaria)، هو الجنس الوحيد في فصيلة أعشاب الدباغين، التي وصفها لينيوس في عام 1753. وتضم 14 نوعًا من الأشجار الصغيرة والشجيرات ووالشجيرات القزمة، مع توزيع واسع النطاق ولكنه منفصل عبر مناطق معتدلة دافئة من العالم، توجد في مناطق منفصله بعيدة مثل منطقة البحر الأبيض المتوسط وجنوب آسيا وشرق آسيا ونيوزيلندا (حيث يوجد بعضها في جبال الألب)، وجزر المحيط الهادئ، وأمريكا الوسطى وأمريكا الجنوبية.

## الأنواع
من أنواعها:
- عشبة الدباغين الآسية الورق
- عشبة الدباغين الصينية
- عشبة الدباغين الهندية
- عشبة الدباغين اليابانية